# Nardi FN.305
Die Nardi FN.305 war ein Schulflugzeug des italienischen Herstellers Fratelli Nardi aus den 1930er Jahren.

## Geschichte
Die Ursprünge der von den Brüdern Luigi und Euste Nardi konstruierten Nardi FN.305 reichen zurück bis 1933. Das Flugzeug wurde zwei Jahre später bei der ersten Internationalen Luftfahrtschau in Mailand gezeigt. Während beim Prototyp ein 7-Zylinder-Sternmotor Fiat A.70 eingebaut war, verwendete die Serienausführung (seit 1937 gebaut) den neuen 6-Zylinder-Reihenmotor Alfa Romeo 115. Da Fratelli Nardi als Handwerksbetrieb die Flugzeuge nicht selbst herstellen konnte, wurden diese bei Piaggio gebaut.

## Konstruktion
Die FN.305 war ein freitragender Tiefdecker in Gemischtbauweise; der Prototyp war ein Tandem-Zweisitzer mit geschlossenem Cockpit. Das Leitwerk war in konventioneller Form mit dem Höhenruder unter dem Seitenleitwerk ausgeführt. Die FN.305 war eines der ersten italienischen Flugzeuge mit Einziehfahrwerk; es wurde in die Tragfläche eingezogen. Ein Schleifsporn war unter dem Leitwerk angebracht.
Der Alfa Romeo 115 war ein luftgekühlter, hängender 6-Zylinder-Reihenmotor von Alfa Romeo, der eine Lizenzfertigung des de Havilland Gipsy Six darstellte.

## Nutzung
Die italienische Regia Aeronautica kaufte 258 Nardi FN.305: fast alles waren zweisitzige FN.305A, die als Schul oder Verbindungsflugzeug verwendet wurden.
Außerdem wurden im Jahr 1938 neun Flugzeuge nach Chile und 31 nach Rumänien verkauft. In Rumänien wurden später unter Lizenz 124 Exemplare bei der Întreprinderea Aeronautică Română (IAR) gebaut. Der größte Auftrag (300 Flugzeuge) war für Frankreich bestimmt, aber bis zur Kriegserklärung am 10. Juni 1940, wurden nur 41 Stück geliefert. Der letzte ausländische Kunde war Ungarn, das 50 Exemplare bestellte.
Nach dem 8. September 1943 beschlagnahmte die Luftwaffe 26 Nardi FN.305 für Verbindungsaufgaben.

## Versionen
FN.305Prototyp
FN.305AHauptversion mit zweisitzigem Cockpit
FN.305BVersion mit einsitzigem, offenem Cockpit
FN.305CVersion mit einsitzigem, geschlossenem Cockpit
FN.305DVersion mit vergrößerter Reichweite, Sternmotor Walter Bora mit 149 kW (202 PS); zwei Stück gebaut, ein Einsitzer und ein Zweisitzer.

## Technische Daten
| Kenngröße             | FN.305A                                                                  |
| --------------------- | ------------------------------------------------------------------------ |
| Besatzung             | 2                                                                        |
| Länge                 | 6,98 m                                                                   |
| Spannweite            | 8,47 m                                                                   |
| Höhe                  | 2,10 m                                                                   |
| Flügelfläche          | 12,00 m²                                                                 |
| Flügelstreckung       | 6,0                                                                      |
| Leermasse             | 794 kg                                                                   |
| max. Startmasse       | 984 kg                                                                   |
| Höchstgeschwindigkeit | 301 km/h                                                                 |
| Dienstgipfelhöhe      | 6000 m                                                                   |
| Reichweite            | 1100 km                                                                  |
| Triebwerke            | ein luftgekühlter 6-Zylinder-Reihenmotor Alfa Romeo 115, 185 PS (138 kW) |

## Nutzerländer
- Chile – Fuerza Aérea de Chile
- Frankreich – Armée de l’air
- Deutsches Reich – Luftwaffe
- Königreich Italien – Regia Aeronautica
- Rumänien – Aeronautica Regală Românã
- Ungarn – Magyar Királyi Honvéd Légierő